# Kankurō Kudō
Kankurō Kudō (宮藤官九郎, Kudō Kankurō), né le 19 juillet 1970, est un scénariste, dramaturge, réalisateur, acteur japonais, membre de la compagnie théâtrale Otona Keikaku.

## Biographie
Kankurō Kudō a fait ses études à l'université Nihon.
Il remporte le prix du meilleur scénario au prix de l'Académie japonaise en 2002 pour Go, qui explore les difficultés rencontrées par les personnes d'origine coréenne vivant au Japon.
Acteur dans Crying Out Love in the Center of the World, il est aussi guitariste dans le Comedy Rock Band japonais Group Tamashii (en).

## Filmographie partielle

### Réalisateur
- 2005 : Mayonaka no Yaji-san Kita-san (真夜中の弥次さん喜多さん?)
- 2009 : Shōnen meriken sakku (少年メリケンサック?)

### Scénariste

#### Cinéma
- 2001 : Go
- 2002 : Ping Pong
- 2003 : Drugstore Girl
- 2003 : Iden & Tity
- 2003 : Kisarazu Cat's Eye: Japan Series
- 2004 : 69
- 2004 : Zebraman
- 2005 : Mayonaka no Yaji-san Kita-san
- 2006 : Kisarazu Cat's Eye: World Series
- 2007 : Maiko Haaaan!!!
- 2008 : Shonen Merikensack
- 2010 : Zebraman 2: Attack on Zebra City

#### Télévision
- 2000 : Ikebukuro West Gate Park
- 2001 : Rocket Boy
- 2003 : Kisarazu Cat's Eye
- 2003 : Manhattan Love Story
- 2003 : Boku no mahōtsukai
- 2005 : Tiger and Dragon
- 2006 : Wagahai wa shufu de aru
- 2008 : Ryūsei no kizuna
- 2013 : Amachan

### Acteur
- 2003 : 13 Kaidan
- 2003 : Fukumimi
- 2004 : Crying Out Love in the Center of the World de Isao Yukisada
- 2005 : Kono mune ippai no ai o d'Akihiko Shiota)
- 2006 : Memories of Matsuko (嫌われ松子の一生, Kiraware matsuko no isshō?) de Tetsuya Nakashima : Tetsuya Yamekawa
- 2006 : Amer Béton de Michael Arias (voix)
- 2007 : Taitei no ken de Yukihiko Tsutsumi
- 2007 : Welcome to the Quiet Room de Suzuki Matsuo
- 2007 : Mōryō no Hako de Masato Harada
- 2010 : GeGeGe no nyōbō[1].